# Sonde de pression

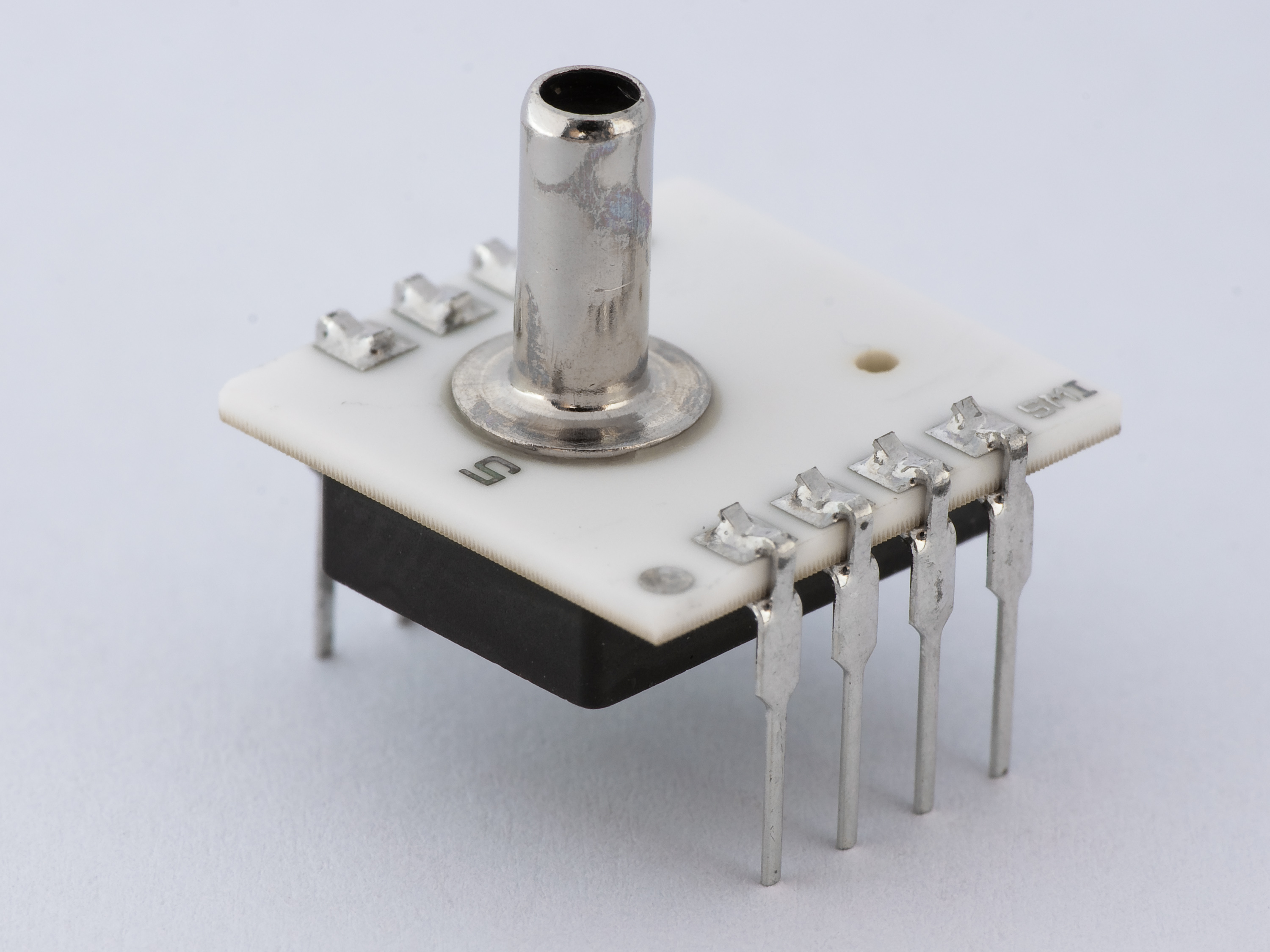
Sonde de pression électronique

Une sonde de pression (ou capteur de pression) est un dispositif destiné à convertir les variations de pression en variations de tension électrique,,.
Lorsque la sonde est reliée à un système numérique, les variations analogiques sont converties en signaux numériques binaires par un convertisseur analogique-numérique avant d'être transmises au système électronique de contrôle et de gestion.
La pression affichée par la sonde peut être exprimée en différentes unités, telle que le bar, le pascal, etc.

## Pression absolue et pression relative
Pour obtenir une pression absolue, la pression nulle du vide est utilisée comme point de départ de l’échelle. Un manomètre étalonné par rapport au vide indiquera une valeur de 101325 Pa au niveau de la mer à cause de la pression atmosphérique. 
Afin d’éviter l’addition répétée de 101325 Pa, les instruments de mesure ont souvent pour origine ("zéro") la pression atmosphérique. Ils indiquent alors la pression relative et non la pression absolue.

## Choix de la sonde
Le choix de la sonde dépend de plusieurs facteurs :
- La grandeur et l'étendue des valeurs à mesurer
  - L’étendue de la valeur à mesurer va influencer grandement le choix de l’instrument qui sera utilisé. Il est important de faire une sélection de capteurs ayant une étendue de mesure plus grande que la pression prévue à mesurer incluant les pics, les pulsations et autres comportements attendus de la pression. Une plage de mesure beaucoup plus grande que les besoins de l’application forcera l’utilisation d’un capteur de plus grande capacité disposant de moins de précision. Une étendue plus petite que les besoins de l’application va quant à elle engendrer de fausses lectures fournies par le capteur si la pression est supérieure à sa capacité. En outre, les pics de pression risquent d’endommager le capteur et le rendre inutilisable.

- L'unité de mesure
  - La sonde sera calibrée en tenant compte de la précision, de la grandeur et des unités requises pour l'utilisation

- La précision de la mesure
  - La précision d’un capteur est le pourcentage d’erreur de son signal de sortie par rapport à la valeur mesurée. Plus la précision d’un capteur est grande, plus son coût est élevé.

- La linéarité de la mesure
  - La linéarité se traduit par la proportionnalité entre le signal d’entrée et celui de sortie. Un capteur de qualité disposera d’une sortie proportionnelle à l’entrée pouvant être représentée par une droite de type y = ax + b. Un capteur de moindre qualité ne sera pas proportionnel, la relation reliant l’entrée à la sortie sera une courbe au lieu d'une droite.

- L'hystérésis
  - L’hystérésis d’un capteur correspond à la différence de pression entre le signal de sortie d’une même mesurande tout dépendant si elle est prise lors d’une valeur montante ou descendante.

- La répétabilité de la mesure
  - La répétabilité peut elle aussi influencer le choix d’un capteur, car elle indique l’aptitude de ce capteur à reproduire le même signal de sortie lorsqu’une même pression y est appliquée avec les mêmes conditions et la même direction.

- D'autres facteurs comme la compensation de la température, etc.
  - En plus de tous ces facteurs dont il faut tenir compte, il faut également considérer les effets de la température sur un capteur de pression. La pression est proportionnelle à la température ; il est donc important d’en tenir compte lors du choix d’un capteur de pression. En effet, la température est généralement la principale source d’erreur lorsqu'il faut mesurer une pression. Il faut s’assurer de connaître les conditions d’utilisation du système et d’utiliser des capteurs qui compensent les variations de température. Une autre solution consiste à utiliser un capteur calibré pour la température d’utilisation du système. Un capteur doit être testé et compensé selon l’étendue de température de l’application.

La nature chimique du fluide à mesurer peut déterminer le choix du capteur, surtout lorsqu'il faut mesurer la pression d’un milieu gazeux ou liquide corrosif susceptible d'endommager les éléments internes du capteur. Il existe des capteurs résistants aux milieux agressifs.

## Le signal de sortie et son traitement
Le signal de sortie des capteurs de pression se divise généralement en deux catégories : ceux de type passif et ceux de type actif. Les capteurs de type passifs ne sont pas alimentés et fournissent donc un signal faible qui doit être amplifié. Les capteurs actifs, quant à eux, ont des circuits électriques internes qui permettent de conditionner le signal de sortie à un haut niveau.
Le signal de sortie à pression zéro est la tension électrique engendrée lorsque la pression est nulle. Dans plusieurs applications, à pression zéro la tension sera zéro, mais il faut parfois inclure un décalage, principalement lorsque des pressions négatives doivent être mesurées.